# جنيفير ليفين
جنيفير ليفين (بالإنجليزية: Jenifer Levin)‏ هي كاتِبة أمريكية، ولدت في 31 أكتوبر 1955.